# 亂
《亂》（日语：乱）是1部1985年上映的日本電影，由黑澤明執導，也是其晚年的代表作品，自莎士比亞的《李爾王》以及根據毛利元就折箭的故事改編。
本片预算经费为1200万美元，在當時创下了日本电影制作费纪录。《乱》在1985年5月31日的东京国际电影节发布，同年6月1日在日本上映。这部电影将色彩运用到极致，其服装设计和田惠美因此部电影获得了奥斯卡最佳服装设计奖。

## 演員表
一文字秀虎：仲代達矢

一文字太郎孝虎：寺尾聰

一文字次郎正虎：根津甚八

一文字三郎直虎：隆大介
  
楓之方（太郎孝虎正室）：原田美枝子
  
末之方（次郎正虎正室）：宮崎美子
  
鶴丸（末之方弟）：野村武司（後襲名為野村萬齋）
  
鐵修理（次郎正虎側近）：井川比佐志
  
狂阿彌（秀虎臣）：池畑慎之介
  
平出丹後（秀虎重臣）：油井昌由樹
  
長山主水：伊藤敏八
  
白根左門（次郎正虎側近）：兒玉謙次
  
生駒勘解由（秀虎重臣）：加藤和夫
  
小倉主馬助（太郎孝虎側近）：松井範雄
  
藤卷的老將：鈴木平八郎、渡邊隆

秀虎的側室：南條玲子、古知佐和子
  
楓的老侍女：東鄉晴子
  
末的老侍女：神田時枝
 
秀虎側室的老侍女：音羽久米子
  
畠山小彌太：加藤武
  
綾部政治（鄰國領主：田崎潤
  
藤卷信弘（鄰國領主）：植木等
  
其他：頭師孝雄、頭師佳孝

## 獲獎紀錄
- 聖賽巴斯丁影展OCIC Award
- 美國國家評論獎
- 日本每日電影獎最佳導演
- 日本每日電影獎最佳影片獎
- 義大利電影金像獎最佳外語片
- 法國凱撒電影獎最佳外語片
- 日本藍絲帶獎最佳影片
- 英國影藝學院最佳外語片
- 1985年58屆奧斯卡最佳服裝設計獎

## 外部連結
- 互联网电影数据库（IMDb）上《亂》的资料（英文）
- 豆瓣电影上《亂》的資料 （简体中文）